# Kazuya Hiraide
Pas d'image ? Cliquez ici
Piolets d'or
Kazuya Hiraide (平出和也, Hiraide Kazuya), né le 25 mai 1979 à Fujimi et mort le 27 juillet 2024 sur le K2, est un alpiniste japonais, skieur de randonnée et un cameraman professionnel de haute montagne. Hiraide a gagné le Piolet d'or à quatre occasions.

## Carrière dans l'Himalaya
Hiraide est devenu alpiniste après avoir rejoint le club d'alpinisme de son université. En 2001, il atteint le sommet oriental du Kula Kangri (7 381 m) au Tibet. Sa liste de réalisations comprend des premières ascensions, l’ascension de sommets sans oxygène et des descentes à ski depuis des sommets montagneux. En 2009, il escalade la paroi sud-est du Kamet (7 756 m), jusqu'alors inédite, et devient, avec son partenaire d'escalade Kei Taniguchi, le premier Japonais à recevoir le 17e Piolet d'Or, la plus grande distinction en alpinisme. Il a également remporté trois autres Piolet d'Or avec son partenaire d'escalade Kenro Nakajima pour leur première ascension sur une voie inexplorée avec Shispare en 2017, Rakaposhi en 2019 et Tirich Mir en 2023. Il a également reçu le Japan Sports Award, sponsorisé par le journal Yomiuri Shimbun, en 2001 et 2009.
Le 28 juillet 2024, Hiraide est tombé alors qu'il tentait une ascension de la face ouest du K2 avec Kenro Nakajima. Deux silhouettes ont été repérées par un hélicoptère de secours qui n'a pas réussi à atterrir à côté d'elles et les a décrites comme « immobiles ».
En 2024, l'épouse d'Hiraide, Joko Hiraide, a accepté son prix posthume du Piolet d'or en son nom.

## Distinctions sportives

### Ski de randonnée
- 2009 :
  - 1er, Championnat d'Asie, relais (équipe mixte), avec Mase Chigaya, Sato Yoshiyuki et Suzuki Keiichiro
  - 4e, Championnat d'Asie, individuel
  - 5e, Championnat d'Asie, course verticale

### Ascensions
- 2001
  - Kula Kangri sommet est (7381 m), Tibet, première ascension[2]
  - Cho Oyu (8201m) Chine, sommet, descente à ski depuis le sommet[2]
- 2003
  - Kunyang Chhish (7852m), Pakistan, premier essai, face ouest
- 2004
  - Golden Peak (7027m), Pakistan, nouvel itinéraire, arête nord-ouest, sommet
  - Pic Lila (6200m), Pakistan, nouvel itinéraire, face est, sommet
  - Kunlun Mustag (6355m), Chine, nouvel itinéraire, sommet
- 2005
  - Mustag Ata (7564 m), Chine, deuxième ascension, arête est, sommet, descente à ski vers le côté ouest
  - Shivling (6543m), Inde, nouvel itinéraire, face nord et arête nord-ouest, sommet[2]
- 2007
  - Shispare (7611m), Pakistan, premier essai, face nord-est
- 2008
  - Gasherbrum II (8035m), Pakistan, sommet
  - Broad Peak (8047m), Pakistan, sommet
  - Kamet (7756m), Inde, nouvel itinéraire (voie Samurai Direct ), face sud-est, sommet[2]
- 2009
  - Gasherbrum I (8068m), Pakistan, Sommet
  - Gaurishankar (7134m), Chine, premier essai, face est
- 2010
  - Ama Dablam (6856m), Népal, premier essai, face nord-ouest
- 2011
  - Everest (8848m), Népal, versant sud, sommet
  - Naimonanyi (7694m), Chine, nouvel itinéraire, arête sud-ouest, sommet, pic sud (7200m), première ascension, premier essai, face sud-est
- 2012
  - Khan Tengri (7010m), kazakh, côté nord, sommet
  - Shispare (7611m), Pakistan, premier essai, face sud-ouest
- 2013
  - Everest (8848m), Népal, sommet
  - Diran (7266m), Pakistan, arête ouest, sommet
  - Shispare (7611m), Pakistan, premier essai, face sud-ouest
- 2014
  - Everest (8848m), Népal, versant sud
  - Hkakabo Razi (5881m), Myanmar, premier essai, arête nord
- 2015
  - Everest (8848m), Chine, versant nord
  - Api (7132m), Népal, face nord, sommet[2]
- 2016
  - Everest (8848m), Chine, face nord, sommet
  - Loinbo Kangri (7095m), Tibet, première de la face nord-nord-ouest[2]
- 2017
  - Shispare (7611m), Pakistan, nouvelle voie, face nord-est[2]
- 2019
  - Rakaposhi (7788m), Pakistan, nouvel itinéraire, versant sud et arête sud-est[2]
- 2023
  - Tirich Mir (7708m), Pakistan, nouvel itinéraire (voie The Secret Line), face nord[2]

## Récompenses
- 2008 : Piolet d'Or, en collaboration avec Kei Taniguchi (谷口ケイ, Taniguchi Kei?)  pour la première ascension de la face Sud-Ouest du Kamet (7756m, Inde) en style alpin
- 2017 : 26ème Piolet d'Or et 12ème Piolet d'Or Asia, en collaboration avec Kenro Nakajima pour la première ascension de la face Nord-Est du Shispare (7611m, Pakistan) en style alpin.
- 2019 : 28ème Piolet d'Or, en collaboration avec Kenro Nakajima pour la première ascension de la face sud du Rakaposhi (7788m, Pakistan) en style alpin.
- 2024 : 32ème Piolet d'Or, ex-aequo avec Kenro Nakajima pour la première ascension de la Secret Line sur la face nord du Tirich Mir (7708m, Pakistan)[2].